# Щодре
Щодре (пол. Szczodre, нім. Sibyllenort) — село в Польщі, у гміні Длуголенка Вроцлавського повіту Нижньосілезького воєводства.
Населення — 1243 особи (2011).
У 1975-1998 роках село належало до Вроцлавського воєводства.

## Демографія
Демографічна структура станом на 31 березня 2011 року:
|          | Загалом | Допрацездатний вік | Працездатний вік | Постпрацездатний вік |
| -------- | ------- | ------------------ | ---------------- | -------------------- |
| Чоловіки | 686     | 94                 | 522              | 70                   |
| Жінки    | 557     | 126                | 345              | 86                   |
| Разом    | 1243    | 220                | 867              | 156                  |